# La Nostalgie des blattes
La Nostalgie des blattes est une pièce de théâtre écrite et mise en scène par Pierre Notte, créée en 2017 au théâtre du Rond-Point à Paris.

## Synopsis
Deux femmes âgées sont assises côte-à-côte dans un espace nu. Elles attendent des spectateurs qui ne viennent pas. Cela se passe dans un monde entièrement aseptisé où il est interdit de fumer, de manger du sucre et du gluten, où il n'y a plus d'insectes, ni de rats, ni de champignons, où les « brigades sanitaires » veillent au respect des règles d’hygiène. L'une était comédienne bien pensante, l'autre prostituée mais ce qu'elles ont en commun, la curiosité qu'elles présentent, c'est leur corps qui a vieilli sans aucune intervention de chirurgie esthétique. Par moments, elles entendent des grondements d'engins volants qui s'écrasent non loin d'elles alors qu'elles guettent l'arrivée d'une hypothétique résistance.

## Distribution
- Catherine Hiegel : Catherine
- Tania Torrens : Tania

## Représentations
Elle est représentée au Théâtre du Rond-Point du 5 septembre 2017 au 8 octobre 2017 puis en tournée en France.

## Édition
Le texte est paru en 2017 aux éditions de l'Avant-Scène théâtre.